# Rhionaeschna californica
Rhionaeschna californica är en trollsländeart som först beskrevs av Philip Powell Calvert 1895.  Rhionaeschna californica ingår i släktet Rhionaeschna och familjen mosaiktrollsländor. Inga underarter finns listade i Catalogue of Life.

## Bildgalleri

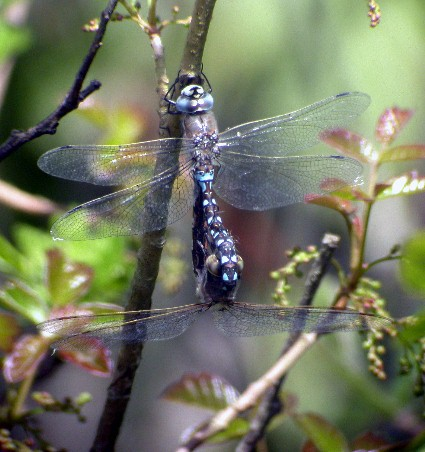